# Skwierczyn Lacki
Skwierczyn Lacki – wieś w Polsce położona w województwie mazowieckim, w powiecie siedleckim, w gminie Paprotnia. Ma status sołectwa. Od przynajmniej wczesnego XV wieku wieś była w posiadaniu rodziny Skwierczyńskich herbu Ślepowron.
Wierni Kościoła rzymskokatolickiego należą do parafii św. Bartłomieja Apostoła w Paprotni.
W latach 1975–1998 miejscowość administracyjnie należała do województwa siedleckiego.